# Walter Ricciardi

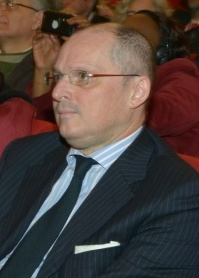
Walter Ricciardi

Walter Ricciardi (* 17. April 1959 in Neapel als Gualtiero Ricciardi) ist ein italienischer Arzt und ehemaliger Schauspieler.

## Karriere

### Schauspieler
Walter Ricciardi begann seine Karriere als Kinderdarsteller Ende der 1960er Jahre. Als man sich entschied die Fernsehserie I ragazzi di padre Tobia in Neapel zu drehen, unterstützten seine Eltern ihn, indem er sie ihn im Alter von neun Jahren am Casting teilnehmen ließen. Er wurde für die Serie engagiert und spielte von 1968 bis 1970 in zwölf Episoden eines der Kinder des von Silvano Tranquilli gespielten Padre Tobia. Nach einer mehrjährigen Pause und der Entscheidung Medizin zu studieren, finanzierte sich Ricciardi das Studium damit, bis 1988 in 16 weiteren Film- und Fernsehproduktionen als Schauspieler aufzutreten. Im deutschsprachigen Raum hatte man die Möglichkeit ihn in dem von Sofia Scandurra inszenierten Drama Liebe ist etwas Zärtliches und der westdeutschen Produktion Stachel im Fleisch zu sehen.

### Mediziner
Von 1978 bis 1986 studierte er Medizin an der Universität Neapel Federico II und ließ sich dort zum Chirurgen ausbilden. Anschließend folgte von 1986 bis 1990 an derselben Universität ein Studium in  mit Spezialisierung auf Hygiene und Präventivmedizin. Während dieser Zeit absolvierte er von 1988 bis 1989 ein Masterstudium in Community Medicine an der London School of Hygiene and Tropical Medicine.
Anschließend war er von 1990 bis 1995 als Dozent an der Universität Cassino tätig. Ab 1992 war er als Berater für den Europarat und ab 1994 für die Europäische Kommission. Es folgten weitere Lehraufträge an der Päpstlichen Universität Gregoriana, Universität Genua, Università Commerciale Luigi Bocconi (Mailand) und der Universität Foro Italico (Rom).
Das Kabinett Renzi ernannte ihn 2014 zum Kommissar des Istituto superiore di sanità (ISS), im September 2015 wurde er Präsident des ISS. Ende 2018 trat er von diesem Posten zurück. Er kritisierte Innenminister Matteo Salvini (Lega Nord); dieser hatte pauschal und unbelegt Impfungen kritisiert und oft behauptet, Immigranten würden Krankheiten einschleppen. Umweltminister Sergio Costa hatte moderne Müllverbrennungsanlagen kritisiert; die Möglichkeiten für die Entsorgung von Schlamm in der Landwirtschaft waren erweitert worden. Zwischen dem ISS und dem Kabinett Conte I (1. Juni 2018 bis 5. September 2019) habe 2018 keine Zusammenarbeit stattgefunden.
Am 12. Februar 2020 wurde Ricciardi durch Papst Franziskus zum ordentlichen Mitglied der Päpstlichen Akademie für das Leben ernannt.

### Privates
2017 wurde Ricciardi zum Komtur mit dem Verdienstorden der Italienischen Republik ausgezeichnet.

## Filmografie (Auswahl)
- 1968–1970: I ragazzi di padre Tobia (Fernsehserie, 12 Folgen)
- 1978: Liebe ist etwas Zärtliches (Io sono mia)
- 1978: L'ultimo guappo
- 1979: Napoli... la camorra sfida, la città risponde
- 1981: Stachel im Fleisch
- 1983: Occhei, occhei
- 1986: Il viaggio difficile